# Трощинський Дмитро Прокопович
Дмитро́ Про́копович Трощи́нський (1749–1829) — український аристократ козацького стану, державний діяч України. Меценат української культури. Маршалок шляхти Полтавської губернії у 1812—1815.
Походив з роду Трощинських. Правнук племінника Івана Мазепи, гадяцького полковника Степана Трощинського. Батько його — Прокіп Трощинський — був військовим товаришем у війську Гетьманщини.

## Біографія
Народився у Яреськах, Миргородського повіту, Полтавської губернії.
Розпочав службу канцеляристом Миргородського полку, згодом посівши місце секретаря посла Російської імперії в Стамбулі князя Миколи Репніна. Через якийсь-то час перейшов на таку ж посаду до канцлера Олександра Безбородька.
Вихованець Київської Академії, з 1774 — при штабі князя Миколи Рєпніна, 1775 — 76 його секретар (як рос. посла в Константинополі). 1779 разом з ним брав участь у Тешенському Конгресі. Як правитель канцелярії графа О. Безбородька (з 1784) здобув собі впливове становище при царському дворі; 1793 — статс-секретар Катерини II і пізніше Павла І й Олександра І; за Павла І — сенатор і гол. Поштового Управління імперії.
1800 року був звільнений з усіх посад і взяв участь у змові проти Павла І; після перевороту 1801 був поновлений на всіх посадах і призначений чл. Держ. Ради. 1802 — 06 — мін. уділів, а в 1814 — 17 — юстиції; 1812 — 14 Полтавський губернський маршалок шляхетства.
1817 року, маючи великі володіння на Полтавщині, Київщині, Поділлі й Вороніжчині (близько 70 000 десятин та понад 6000 душ селян), подався до димісії. Останні роки прожив у своєму миргородському маєтку у селі Кибинцях, який став тоді визначним осередком українського національно-політичного й культурного руху (сучасники називали його «Українськими Атенами»), лідером якого він був. Був близьким приятелем і однодумцем багатьох українських автономістів, зокрема В. Капніста, П. Коропчевського, М. Миклашевського тощо. Йому належало 70 тис. десятин землі та 6 тис. кріпосних селян. Він приходився далеким родичем Миколі Гоголю.
Був щедрим меценатом української культури: науки (Я. Маркевич, В. Ломиковський), літератури (В. Капніст, Василь Гоголь та ін.), театру (В. Гоголь), малярства (В. Боровиковський), музики (А. Ведель). Через свого приятеля Осипа Каменецького став один з ініціаторів першого видання «Енеїди» Івана Котляревського (1798). У Кибинцях Трощинський мав домашній театр, яким від 1812 року керував з допомогою В. Капніста Василь Гоголь-Яновський.
Новітні дослідження стверджують, що Трощинський був лідером конспіративного кола українських автономістів кінця XVIII — початку XIX століття, мав зв'язки в колах військової опозиції (через свого родича ген. П. Білуху-Кохановського, братів Ф. і В. Лукашевичів та ін., які брали участь у так званій Смоленській змові 1798) і надавав великого значення організації української військової сили (козацький проєкт В. Капніста 1788, козацького ополчення на Лівобережній Україні 1812).

## Благодійність
Трощинський допомагав бідним козацьким родинам, удовам, сиротам. Саме за це Микола Гоголь назвав його «благодійником України». Біограф Трощинського Олександр Салій пише, що він «сприяв у вихованні і матеріальному забезпеченні ряду молодих діячів, які згодом яскраво виявили себе на теренах розвитку держави, права, науки, літератури, мистецтва». Серед них — і той же М.Гоголь, якому Трощинський допоміг вступити до Ніжинської гімназії, і художник В.Боровиковський, і вчений, засновник Харківського університету В.Каразін, і керівник кодифікації Основних державних законів Російської імперії М.Сперанський.
Трощинський, крім усього, збудував власним коштом церкви у рідних Кибинцях на Полтавщині і в Кагарлику під Києвом. Тут він залишив по собі ще й чудову пам'ятку — парковий ансамбль під назвою «Земна куля в мініатюрі» (його офіційно відкрито 1811 року). Хто побуває там, буде щиро вражений цією красою. У Кагарлицькому парку до цього часу збереглися й дерева, посаджені за його життя.
Дмитро Прокопович був одним із лідерів українських консервативних автономістів, членом гуртка О. Безбородька. Туди входили також Степан Ширай, Михайло Миклашевський, Василь Капніст. І сам Безбородько, і його однодумці, будучи українськими патріотами, вірили, що їхня діяльність, зокрема щодо об'єднання українських земель, нехай і в складі Російської імперії, цілком відповідає національним інтересам України. Козацько-старшинські шляхетські сім'ї, невдоволені політикою Росії щодо України, у XII — XIX століттях досить часто поріднювалися. У таких сім'ях з покоління в покоління передавався волелюбний дух нашого народу, вони берегли пам'ять про велич і звичаї своїх козацьких предків. Та внаслідок зросійщення, якого зазнало українське суспільство з середини XIX століття, українське шляхетство перестало бути елітним провідником національних інтересів українського народу й почало зливатися з російським дворянством. Носіями національної ідеї залишилися лише поодинокі з них.
Перебуваючи на міністерських посадах, Трощинський пропагував українське питання. Він належав до тих державних мужів, котрі наполягали на необхідності скасування кріпосного права й утвердження гуманних правових норм життя тогочасного суспільства, вимагав надійного захисту прав кожного громадянина. Впродовж усього свого перебування на вершинах влади відстоював не тільки автономію України, а й відновлення її правової системи.

## Вшанування пам'яті
У місті Кагарлик є вулиця Дмитра Трощинського, а також на його честь названий міський парк.